# Ometepec (kommun)
Ometepec är en kommun i Mexiko.   Den ligger i delstaten Guerrero, i den sydöstra delen av landet, 300 km söder om huvudstaden Mexico City. Antalet invånare är 55 283. Arean är 1 100 kvadratkilometer.
Terrängen i Ometepec är varierad.
Följande samhällen finns i Ometepec:
- Ometepec
- Huixtepec
- Acatepec
- Cumbre de Barranca Honda
- La Guadalupe
- Tierra Blanca
- La Concepción
- Las Vigas
- Cruz Verde II
- Piedra Ancha
- Villa Hidalgo
- Cruz de Corazón
- El Sepudo
- Las Iguanas
- Vista Hermosa
- El Charco de la Puerta
- La Ladrillera
- Plan Juste
- San José Ejido
- Cerro Grande
- Paso Cuahulote
- El Limón
- Cerro Pájaro
- Piedra Labrada
- San Isidro
- La Libertad
- La Catalina
- Santa Cruz Teconte
- Tierra Colorada
- Cruz Verde I
- Cuadrilla Nueva